# Хюрън
 Тази статия е за езерото в Северна Америка.  За града вижте Хюрън (Южна Дакота).  
Езеро Хюрън (на английски: Lake Huron) е второто по големина езеро от групата на Големите езера в Северна Америка.
Намира се на границата между САЩ (щата Мичиган) и Канада (провинция Онтарио). Площта му, заедно с островите в него, е 59 600 км2, която му отрежда 3-то място сред сладководните езера в света, след Горно езеро и Виктория. Площта само на канадската територия на езерото е 36 000 км2, като по този начин то е най-голямото езеро на Канада и в провинция Онтарио. Надморската височина на водата е 176 м.

## География

### Географско положение
Езерото се намира на границата между САЩ и Канада, като малко повече от половината от площта му (36 000 км2) са на канадска територия (провинция Онтарио), а останалите 23 600 км2 – на американска (щат Мичиган). Хюрън е третото по ред езеро от долу нагоре след Онтарио и Ери от групата на Големите езера в Северна Америка. По-нагоре е разположено Горно езеро, с което се свързва чрез река Сейнт Мъри, а на същата надморска височина с него е езерото Мичиган, свързани чрез чрез протока Макинак.

### Батиметрия
От северозапад на югоизток дължината на езерото е 332 км, а максималната му ширина от югозапад на североизток – 295 км. Обемът на водата е 3543 км3. Максималната му дълбочина е 229 м в централната част на езерото. Водното ниво на езерото се намира на 176 м н.в., което през годината се колебае в граници от +0,61 м до -0,30 м, като обикновено най-високо е нивото през месеците октомври и ноември, а най-ниско – през февруари и март.

### Брегове, острови, водосборен басейн
Бреговата линия, особено в северната и североизточната част е силно разчленена с обща дължина от 6159 км. В североизточната част на езерото е големият залив Джорджиан Бей (15 000 км2), а в югозападната – залива Сагино (2960 км2). На север се намира остров Манитулин (2766 км2), най-големият езерен остров на Земята.
Общата площ на водосборния басейн на езерото е 134 100 км2, като в него се вливат множество реки – Сейнт Мъри, Френч Ривър, Спаниш Ривър, Сагино и други, а изтича само една – Сейнт Клеър.
По бреговете на езерото са разположени множество населени места, някои от които с големи пристанища – Порт Хюрън, Бей Сити, Алпина (САЩ); Сарния, Годрич, Оуен Саунд, Пари Саунд (Канада).

## История
Според официално приетата версия, езерото Хюрън е открито от френските изследователи на Канада и Големите езера Самюел дьо Шамплен и Етиен Брюле през лятото на 1615 г., когато двамата за първи път достигат до североизточното му крайбрежие (залива Джорджиан Бей), като се спускат по река Френч Ривър.
По-късно френските заселници край езерото започват да го назовават Хюрън, по името на местните племена хюрони, населяващи районите около бреговете му.